# Feu de Bizerte (jetée est)
Le feu de Bizerte (jetée est) est un phare situé à l'entrée est du port de Bizerte (dépendant du gouvernorat de Bizerte en Tunisie).
Les phares de Tunisie sont sous l'autorité du Service des phares et balises de la République tunisienne (SPHB).

## Description
C'est une tour cylindrique en maçonnerie rouge de 17 mètres, avec galerie et lanterne rouge, qui se trouve à la fin de la jetée est du port, devant le brise-lames. La tour est posée sur un socle contronique à côté d'un petit local technique. C'est un feu fixe rouge, à une hauteur focale de 24 mètres au-dessus du niveau de la mer, qui balise l'entrée au port de Bizerte. Il est en face du feu de la jetée nord qui émet une lumière verte.
Identifiant : ARLHS : TUN014 - Amirauté : E6428 - NGA : 22084.
|                 |
| Port de Bizerte |

|                         |
| Carte du lac de Bizerte |

### Lien connexe
- Liste des principaux phares de Tunisie
- Liste des phares et balises de Tunisie